# Goldband-Streckspringer
Der Goldband-Streckspringer (Marpissa pomatia) ist eine Spinne aus der Familie der Springspinnen (Salticidae). Die Art ist paläarktisch verbreitet und gilt in Mitteleuropa in Teilen als gefährdet.

## Merkmale
Das Weibchen des Goldband-Streckspringers erreicht eine Körperlänge von acht bis 10 und das Männchen eine von sechs bis neun Millimetern. Auf das Prosoma (Vorderkörper) fallen davon nach bisherigen Kenntnissen beim Weibchen 2,8 bis 3,3 und beim Männchen 6,2 bis 7,3 Millimeter. Der grundsätzliche Körperbau entspricht dem anderer Echten Streckspringer (Marpissa). Wie viele Springspinnen (Salticidae) besitzt der Goldband-Streckspringer einen ausgeprägten Sexualdimorphismus (Unterschied der Geschlechter).

### Weibchen
Beim Weibchen ist der Carapax (Rückenschild des Prosomas) zwischen den Augen dunkel bis fast schwarz gefärbt, kann jedoch in der Mitte aufgehellt sein. Hinter den Augen erscheint der Carapax leuchtend hellbraun und besitzt schwarze Radiärstreifen, die in der Mitte oft miteinander verschmolzen sind. Das Sternum (Brustschild des Prosomas) ist zumeist schwarz gefärbt.
Die Beine des Weibchens besitzen eine gelbe bis hellbraune Grundfarbe, wobei die Femora (Schenkel), die Patellae (Glieder zwischen Femora und Tibien) und die Tibien (Schienen) des ersten Beinpaares im Regelfall deutlich dunkler erscheinen. Die Längsstreifung ist beim ersten und beim zweiten Beinpaar lediglich eben angedeutet, beim dritten und beim vierten jedoch deutlich ausgeprägt. Die Tibien des ersten Beinpaares tragen drei Stachelpaare sowie einen einzelnen Stachel auf distaler (vom Zentrum entfernter) Hälfte. Die Metatarsen (Fersenglieder) des dritten Beinpaares weisen drei apikale (an der Spitze gelegene) Stacheln und in seltenen Fällen einen weiteren auf der distalen Hälfte auf. Die Längenformel der Beinpaare lautet von groß nach klein 4-1-2-3.
| Beinpaar | Femur | Patella | Tibia | Metatarsus | Tarsus (Fußglied) | Gesamtlänge |
| 1        | 1,89  | 1,39    | 1,35  | 1          | 0,55              | 6,18        |
| 2        | 1,66  | 1,11    | 1,05  | 0,97       | 0,53              | 5,32        |
| 3        | 1,61  | 1,02    | 1     | 1,1        | 0,55              | 5,28        |
| 4        | 1,99  | 1,16    | 1,4   | 1,24       | 0,58              | 6,37        |

Das Opisthosoma (Hinterleib) ist schwarzbraun gefärbt und trägt ein leuchtend helles Medianband. Das schildförmige mediane (mittlere) Feld der ventralen (unteren) Fläche besitzt eine schwarze Farbgebung sowie meistens zwei Reihen heller Punkte. Die Flanken des Opisthosomas sind schwach aufgehellt und besitzen aus schwarzen Punkten bestehende Längsreihen. Von der Epigyne (weibliches Geschlechtsorgan) sind zumeist nur die Einfuhrgänge und selten Teile der schlauchförmigen Spermatheken (Samentaschen) sichtbar. Letztere ähnelt sehr der des zur gleichen Gattung zählenden Strahlenstreckspringers (M. radiata), bei dem diese jedoch von einer großen Drüse umgeben und mit einem flaschenförmigen Gebilde, das  in die Einführungsöffnungen mündet, versehen sind. Im Gegensatz dazu sind die Spermatheken beim Goldband-Streckspringer länger und stärker gewunden.

### Männchen
Das Männchen ähnelt von der Färbung her dem Weibchen, wobei diese bei ihm etwas dunkler ausfällt. Die Zeichenelemente auf dem Opisthosoma können hier variieren oder auch weitestgehend fehlen. Alle Beine haben beim Männchen einen scharfen und schwarzen Längsstrich, der bei den beiden vorderen Beinpaaren allerdings vielfach unterbrochen und daher weniger deutlich erkennbar ist. Die Femora des ersten Beinpaares weisen ventral lange, bürstenartig angeordnete Setae (chitinisierte Haare) auf. Die Metatarsen des vierten Beinpaares sind distal mit mehreren Stacheln und auf der proximalen Hälfte außerdem mit einem einzelnen Stachel versehen. Die Längenformel der Beine ist mit der des Weibchens identisch.
| Beinpaar | Femur | Patella | Tibia | Metatarsus | Tarsus | Gesamtlänge |
| 1        | 2,12  | 1,6     | 1,6   | 1,28       | 0,84   | 7,44        |
| 2        | 1,76  | 1,2     | 1     | 1,24       | 0,52   | 5,72        |
| 3        | 1,8   | 1,24    | 0,96  | 1,2        | 0,64   | 5,84        |
| 4        | 2,16  | 1       | 1,44  | 1,52       | 0,52   | 6,64        |

Beim Männchen sind die Femora der Pedipalpen (umgewandelte Extremitäten im Kopfbereich) mit je einem deutlichen Höcker versehen. Die tibiale Apophyse (chitinisierter Fortsatz) besitzt ein breites und gebogenes Erscheinungsbild. Ein einzelner Bulbus (männliches Geschlechtsorgan) verfügt über ein spitzes Cymbium (vorderstes Sklerit, bzw. Hartteil des Bulbus), während der Embolus (letztes Sklerit des Bulbus) wie bei den anderen drei mitteleuropäischen Echten Streckspringern (Marpissa) aus einer Chitinplatte entspringt. Mit einer Länge von etwa vier Millimetern ist der Embolus vergleichsweise lang, was sich mit dem Aufbau der Spermatheken des Weibchens begründen lässt.

## Vorkommen
Das Verbreitungsgebiet des Goldband-Streckspringers reicht von Europa über die Türkei, Kaukasien, Russland (europäischer bis fernöstlicher Teil), Zentralasien, Afghanistan, China und Korea bis nach Japan. In Europa selber ist die Art neben dem europäischen Teil Russlands in Frankreich, Italien mitsamt Sardinien, der Schweiz, Deutschland, Belgien, den Niederlanden, Dänemark, Polen, Tschechien, der Slowakei, Ungarn, Slowenien, Kroatien, Serbien, Montenegro, Albanien, Bulgarien, Rumänien, der Republik Moldau, der Ukraine und Estland sowie in Vorderasien neben der Türkei in Georgien nachgewiesen.
In Deutschland ist der Goldband-Streckspringer am Oberrhein, in Mittelfranken und im Umfeld von Berlin vorkommend. Weitere Funde ergaben sich im Landkreis Bautzen und in Gundelfingen bei Freiburg im Breisgau.

### Habitate

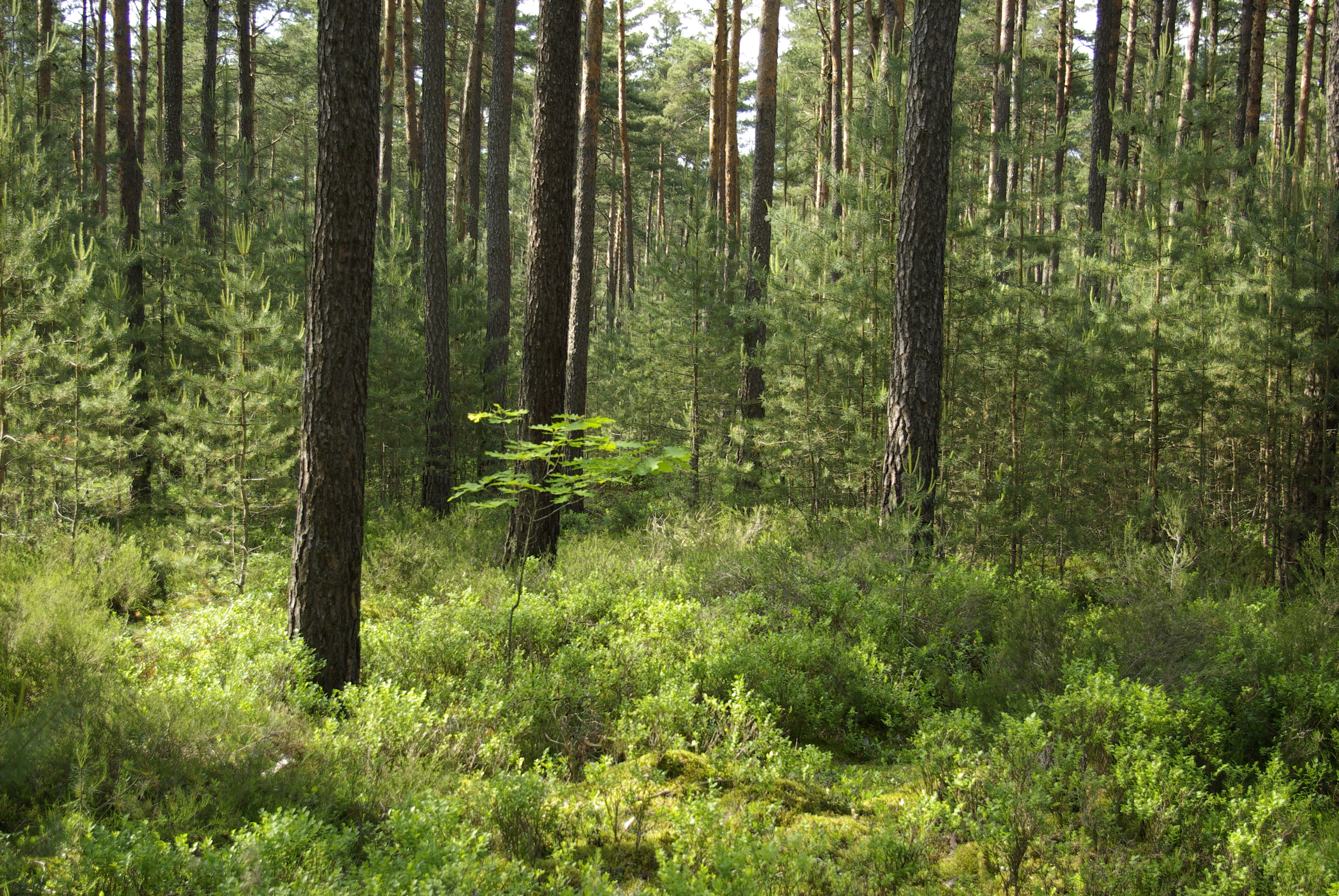
Der Goldband-Streckspringer bewohnt u. A. Koniferen wie diese im Tennenloher Forst in Mittelfranken.

Der Goldband-Streckspringer scheint nach bisherigen Kenntnissen hygrophil (feuchtliebend) zu sein, ist aber bevorzugt in wärmeren Arealen zu finden. Zu seinen Habitaten (Lebensräumen) zählen Laubwälder und Feuchtwiesen genauso wie Moore, Heiden und Grasflächen, wo die Art an Koniferen und unter deren Rinde gefunden werden kann. Daneben wurden Individuen des Goldband-Flachstreckers auf Seggen (Carex), Glanzgräsern (Phalaris) und Goldruten (Solidago) sowie hohen Gräsern in einer Industriebrache bei Grenoble an den Ufern des Drac in Frankreich gefunden.

### Bedrohung
Die Bestandsbedrohungen des Goldband-Streckspringers werden je nach Land unterschiedlich aufgefasst. In der Roten Liste gefährdeter Arten Tiere, Pflanzen und Pilze Deutschlands, bzw. der Roten Liste und Gesamtartenliste der Spinnen Deutschlands (2016) wird die Art in der Kategorie 2 („stark gefährdet“) aufgefasst, was mit der hohen Seltenheit der Art zu begründen ist. Außerdem gelten die Bestände langfristig noch immer als mäßig zurückgehend, während für kurzfristige Analysen nicht genug Daten vorhanden sind.
In der Roten Liste Tschechiens wird die Art nach IUCN-Maßstab in die Kategorie EN („Endangered“, übersetzt gefährdet) und in der Roten Liste der Slowakei in die Kategorie I („Indeterminate“, übersetzt „nicht ermittelbar“) eingeordnet.

## Lebensweise
Der Goldband-Streckspringer ist wie alle Springspinnen (Salticidae) tagaktiv und bewohnt in seinen Habitaten im Gebüsch oder bodennahe Gras- und Krautschicht. Zwecks der Tarnung streckt die Art wie andere Echte Streckspringer (Marpissa) die Extremitäten aus, was beim Goldband-Streckspringer dadurch geschieht, dass die beiden vorderen Beinpaare nach vorne, das dritte zur Seite und das vierte nach hinten gestreckt wird, wie es auch bei den nicht näher verwandten Streckerspinnen (Tetragnathidae) der Fall ist. Für die Inaktivitätszeit in der Nacht legt die Art ein Wohngespinst in einem zigarrenförmig angerolltem Blatt, etwa solche von Alant (Inula) oder Goldruten (Solidago) an.

### Jagdverhalten und Beutespektrum
Der wie alle Spinnen räuberisch lebende Goldband-Streckspringer jagt wie für Springspinnen (Salticidae) üblich als frei laufender Lauerjäger ohne Spinnennetz. Zum Orten von Beutetieren nutzt der Goldband-Streckspringer seine wie bei allen Springspinnen gut entwickelten Augen und nimmt die langsame Verfolgung mit einem passenden Beutetier auf, sobald es gesichtet wurde. Ist die Spinne nah genug an dieses gelangt, vollführt sie den Zugriff in Form eines Sprunges und versetzt dem Beutetier beim Ergreifen einen Giftbiss mittels der Cheliceren (Kieferklauen), um es handlungsunfähig zu machen. Dabei spannt der Goldband-Streckspringer während des Absprungs hinter sich einen Sicherheitsfaden. Sein Beutespektrum setzt sich aus anderen Gliederfüßern in passender Größe zusammen.

### Lebenszyklus und Phänologie
Der Lebenszyklus des Goldband-Streckspringers verläuft ebenfalls wie bei anderen Springspinnen (Salticidae) und wird wie bei in den gemäßigten Klimazonen vorkommenden Spinnen üblich von den Jahreszeiten mitbestimmt. Die Phänologie (Aktivitätszeit) der Art beläuft sich dabei bei den ausgewachsenen Individuen vom Spätsommer bis zum Sommer des Folgejahres.
Ein geschlechtsreifes Männchen sucht ein Weibchen auf und vollführt dann einen für Springspinnen typischen Balztanz, bei dem das erste Beinpaar und die Pedipalpen benutzt werden. Ist das Weibchen paarungswillig, verharrt es reglos und das Männchen steigt auf seinen Rücken und führt zwecks der Begattung seine Bulbi in die Epigyne des Weibchens ein. Ist das Weibchen nicht zu einer Paarung bereit, ignoriert es das Männchen oder fällt über dieses her. Ein verpaartes Weibchen fertigt einen Eikokon in seinem Verlies an und bewacht diesen bis zum Schlupf der Jungtiere, die dann selbstständig heranwachsen.

## Systematik
Die Systematik befasst sich im Bereich der Biologie sowohl mit der taxonomischen (systematischen) Einteilung als auch mit der Biologie und mit der Nomenklatur (Disziplin der wissenschaftlichen Benennung) von Lebewesen einschließlich des Goldband-Streckspringers.
Die Art wurde 1802 bei ihrer Erstbeschreibung vom Autor Charles Athanase Walckenaer wie damals alle Spinnen in die Gattung Araneae eingeordnet und erhielt die Bezeichnung A. pomatia. Unter Eugène Simon wurde der Goldband-Streckspringer in die Gattung 1876 in die Gattung der Echten Streckspringer (Marpissa) eingeordnet und erhielt dabei seine noch heute angewandte Bezeichnung Marpissa pomatia.